# Hypotyphlina
Hypotyphlina är ett släkte av tvåvingar. Hypotyphlina ingår i familjen Pyrgotidae.
Kladogram enligt Catalogue of Life:
| Hypotyphlina | \| \| Hypotyphlina saegeri \| \| \| \| \| \| Hypotyphlina similis \| \| \| \| |
|              | \| \| Hypotyphlina saegeri \| \| \| \| \| \| Hypotyphlina similis \| \| \| \| |
|              | Hypotyphlina saegeri                                                          |
|              |                                                                               |
|              | Hypotyphlina similis                                                          |
|              |                                                                               |